# Éragny
|  | Per a altres significats, vegeu «Éragny-sur-Epte». |

Éragny és un municipi francès al departament de Val-d'Oise (regió d'Illa de França). A vegades s'esmenta amb el nom d'Éragny-sur-Oise per tal de diferenciar-lo d'Éragny-sur-Epte. L'any 2007 tenia 16.416 habitants.
Forma part del cantó de Cergy-2, del districte de Pontoise i de la Comunitat d'aglomeració de Cergy-Pontoise.

## Demografia

### Població
El 2007 la població de fet d'Éragny era de 16.416 persones. Hi havia 5.921 famílies, de les quals 1.319 eren unipersonals (539 homes vivint sols i 780 dones vivint soles), 1.458 parelles sense fills, 2.291 parelles amb fills i 853 famílies monoparentals amb fills.
La població ha evolucionat segons el següent gràfic:

### Habitatges
El 2007 hi havia 6.223 habitatges, 6.036 eren l'habitatge principal de la família, 28 eren segones residències i 158 estaven desocupats. 2.844 eren cases i 3.325 eren apartaments. Dels 6.036 habitatges principals, 3.846 estaven ocupats pels seus propietaris, 2.099 estaven llogats i ocupats pels llogaters i 91 estaven cedits a títol gratuït; 188 tenien una cambra, 549 en tenien dues, 1.378 en tenien tres, 1.802 en tenien quatre i 2.120 en tenien cinc o més. 4.774 habitatges disposaven pel capbaix d'una plaça de pàrquing. A 3.071 habitatges hi havia un automòbil i a 2.160 n'hi havia dos o més.

### Piràmide de població
La piràmide de població per edats i sexe el 2009 era:
| Homes | Edats   | Dones |
| ----- | ------- | ----- |
| 0     | 95 o +  | 8     |
| 4     | 90 a 94 | 12    |
| 28    | 85 a 89 | 56    |
| 40    | 80 a 84 | 48    |
| 56    | 75 a 79 | 100   |
| 80    | 70 a 74 | 136   |
| 152   | 65 a 69 | 148   |
| 244   | 60 a 64 | 240   |
| 360   | 55 a 59 | 296   |
| 732   | 50 a 54 | 704   |
| 720   | 45 a 49 | 812   |
| 632   | 40 a 44 | 676   |
| 576   | 35 a 39 | 640   |
| 452   | 30 a 34 | 560   |
| 524   | 25 a 29 | 564   |
| 580   | 20 a 24 | 600   |
| 797   | 15 a 19 | 640   |
| 628   | 10 a 14 | 704   |
| 620   | 5 a 9   | 564   |
| 432   | 0 a 4   | 372   |

## Economia
El 2007 la població en edat de treballar era d'11.425 persones, 8.680 eren actives i 2.745 eren inactives. De les 8.680 persones actives 7.907 estaven ocupades (4.011 homes i 3.896 dones) i 772 estaven aturades (368 homes i 404 dones). De les 2.745 persones inactives 745 estaven jubilades, 1.220 estaven estudiant i 780 estaven classificades com a «altres inactius».

### Ingressos
El 2009 a Éragny hi havia 5.966 unitats fiscals que integraven 16.528,5 persones, la mediana anual d'ingressos fiscals per persona era de 21.091 €.

### Activitats econòmiques
Dels 606 establiments que hi havia el 2007, 2 eren d'empreses extractives, 7 d'empreses alimentàries, 5 d'empreses de fabricació de material elèctric, 3 d'empreses de fabricació d'elements pel transport, 16 d'empreses de fabricació d'altres productes industrials, 69 d'empreses de construcció, 184 d'empreses de comerç i reparació d'automòbils, 41 d'empreses de transport, 39 d'empreses d'hostatgeria i restauració, 20 d'empreses d'informació i comunicació, 25 d'empreses financeres, 22 d'empreses immobiliàries, 81 d'empreses de serveis, 71 d'entitats de l'administració pública i 21 d'empreses classificades com a «altres activitats de serveis».
Dels 119 establiments de servei als particulars que hi havia el 2009, 3 eren oficines de correu, 4 oficines bancàries, 5 tallers de reparació d'automòbils i de material agrícola, 1 establiment de lloguer de cotxes, 1 autoescola, 9 paletes, 12 guixaires pintors, 5 fusteries, 19 lampisteries, 9 electricistes, 6 empreses de construcció, 4 perruqueries, 1 veterinari, 27 restaurants, 8 agències immobiliàries i 5 salons de bellesa.
Dels 49 establiments comercials que hi havia el 2009, 2 eren supermercats, 2 grans superfícies de material de bricolatge, 4 botiges de menys de 120 m², 6 fleques, 5 carnisseries, 3 llibreries, 5 botigues de roba, 7 botigues d'equipament de la llar, 1 una botiga d'equipament de la llar, 2 botigues d'electrodomèstics, 2 botigues de mobles, 1 una botiga de mobles, 3 botigues de material de revestiment de parets i terra, 2 perfumeries, 2 joieries i 2 floristeries.
L'any 2000 a Éragny hi havia 3 explotacions agrícoles.

## Equipaments sanitaris i escolars
Els 7 equipaments sanitaris que hi havia el 2009 eren farmàcies.
El 2009 hi havia 6 escoles maternals i 7 escoles elementals. A Éragny hi havia 2 col·legis d'educació secundària i 1 liceu tecnològic. Als col·legis d'educació secundària hi havia 757 alumnes i als liceus tecnològics 669.

## Poblacions més properes
El següent diagrama mostra les poblacions més properes.